# Stoffels (Gestratz)
Stoffels (westallgäuerisch: Schdoffəls) ist ein Gemeindeteil der Gemeinde Gestratz im bayerisch-schwäbischen Landkreis Lindau (Bodensee).

## Geographie
Die Einöde liegt circa drei Kilometer nordöstlich des Hauptorts Gestratz und zählt zur Region Westallgäu.

## Ortsname
Der Ortsname stammt entweder vom frühneuhochdeutschen Wort Stoffel für Fels oder vom Familiennamen Stoffel. Somit würde der Ortsname entweder (Siedlung am) Felsen oder (Ansiedlung) des Stoffel bedeuten.

## Geschichte
Stoffels wurde erstmals im Jahr 1448 mit Frik Sutor ob der Stoffel urkundlich erwähnt. 1763 fand die Vereinödung Stoffels mit drei Teilnehmern statt. Der Ort gehörte einst dem Gericht Grünenbach in der Herrschaft Bregenz an.